# 僧祖可
僧祖可（？—？），俗蘇氏，字正平，丹陽（今屬江蘇）人。蘇堅之子，蘇庠（蘇養直）之弟。
時人稱可正平，有疥疾，號癩可。住廬山，讀書不多，江西詩派人物之一，作詩多佳句。如《懷蘭江》：“懷人更作夢千里，歸思欲迷雲一灘”，《贈端師》“窗間一榻篆煙碧，門外四山秋葉紅”等句。有《東溪集》、《瀑泉集》。